# Curio
Il curio è l'elemento chimico della tavola periodica degli elementi che ha come simbolo Cm e come numero atomico 96.
È un metallo radioattivo transuranico della serie degli attinidi; è prodotto per bombardamento del plutonio con particelle alfa (che sono ioni di elio) e prende il nome dai coniugi Marie e Pierre Curie.

## Caratteristiche
L'isotopo 248Cm è stato prodotto solo in quantità dell'ordine dei milligrammi, ma 242Cm è stato prodotto in quantità di alcuni grammi, sufficiente per misurarne alcune delle proprietà fisiche.
244Cm può essere prodotto sottoponendo il plutonio ad un bombardamento di neutroni. Tracce di curio possono esistere nei minerali dell'uranio come risultato di alcune reazioni di cattura neutronica e decadimenti beta.
Il curio tende ad accumularsi nei tessuti delle ossa, dove la sua radiazione distrugge il midollo osseo bloccando la produzione dei globuli rossi.
Omologo delle terre rare, presenta qualche somiglianza chimica con il gadolinio, ma con una struttura cristallina più complessa.
Chimicamente reattivo, in forma metallica è bianco-argenteo; è più elettropositivo dell'alluminio e forma composti in cui ha numero di ossidazione +3 di colore giallo chiaro.
242Cm può essere utile come fonte portatile di energia, dato che genera circa due watt di energia termica per grammo. Trova uso negli stimolatori cardiaci, nelle boe per la navigazione in mare aperto e come alimentazione elettrica per veicoli spaziali.
Del curio sono stati prodotti diversi composti; tra essi si annoverano il diossido (CmO2), il triossido (Cm2O3), il bromuro (CmBr3), il cloruro (CmCl3), il tetrafluoruro (CmF4) e lo ioduro (CmI3).

## Storia
Il curio fu sintetizzato per la prima volta da Glenn Seaborg, Ralph A. James e Albert Ghiorso nel 1944 all'Università di Berkeley, in California. Dedicarono il nuovo elemento ai coniugi Curie, famosi per avere scoperto il radio e per il loro pionieristico lavoro nel campo degli elementi radioattivi. Fu chimicamente identificato al Metallurgical Laboratory dell'Università di Chicago (oggi Argonne National Laboratory).
Il 242Cm (con un'emivita di 163 giorni) fu prodotto (insieme ad un neutrone libero) per bombardamento con una particella alfa di un bersaglio di 239Pu nel ciclotrone di Berkeley. Louis Werner e Isadore Perlman produssero un campione visibile di idrossido di curio-242 bombardando 241Am con neutroni.
Il curio fu isolato allo stadio elementare per la prima volta nel 1951.

## Isotopi
Del curio sono noti 19 isotopi radioattivi aventi masse comprese tra 233,051 e 252,085 u; i più stabili sono 247Cm (emivita di 1,56×107 anni), 248Cm (3,40×105 anni), 250Cm (9000 anni), 245Cm (8500 anni).
Tutti i rimanenti isotopi hanno emivite inferiori a 30 anni e la maggior parte di essi inferiore a 33 giorni. Questo elemento presenta anche 4 metastati, il cui più stabile è 244mCm (emivita di 34 millisecondi).